# Pinchas Sapir
Pinchas Sapir (hebr. ‏פנחס ספיר‎, ur. jako Pinchas Kozłowski 15 października 1906 w Suwałkach, zm. 12 sierpnia 1975 w Kefar Sawa) – izraelski polityk, którego działalność przypadła na trzy pierwsze dekady po utworzeniu państwa żydowskiego. Dwa razy był szefem ważnych resortów: ministrem finansów (1963-1968 oraz 1969-1974), a także ministrem handlu i przemysłu (1955-1965 oraz 1970-1972), sprawował także szereg innych, rządowych funkcji. Często określany jest jako „ojciec” izraelskiej gospodarki i osoba, która w największej mierze przyczyniła się do rozwoju ekonomicznego Izraela w pierwszych latach jego państwowości.
W czasie, gdy Sapir odpowiedzialny był za izraelską gospodarkę, młode państwo było izolowane ekonomicznie przez kraje ościenne. Musiało także radzić sobie z ogromnymi wydatkami na obronność, jak również zapewniać godziwe warunki życia żydowskim imigrantom. Sapir starał się, aby przyciągnąć do kraju zagranicznych inwestorów. Często osobiście przekonywał biznesmenów z różnych krajów świata np. do zakładania fabryk w Izraelu. Znany był z tego, że wszędzie tam gdzie się udawał, nosił ze sobą czarny notes, w którym zapisywał swe spostrzeżenia i uwagi związane z gospodarką kraju.
Krytykowany był za zbyt dużą ochronę bogatych inwestorów i scentralizowanie gospodarki. W trakcie jego kadencji kraj przeżywał okres bardzo wysokiego wzrostu gospodarczego (przekraczającego nawet 10 proc. rocznie). Z tego powodu często opisywany jest jako jeden z najlepszych ministrów finansów w historii Izraela.
Sapir był długoletnim mieszkańcem miasta Kefar Sawa, gdzie żył w skromnym mieszkaniu aż do śmierci. Zmarł na atak serca, uczestnicząc w ceremonii w moszawie Newatim. Moszaw Sapir, założony w 1978 roku, został nazwany na jego cześć.